# مکابره وادی (روستا)
 مکابره وادی  به عربی ( مکابرة الوادی )، روستایی است در دهستان المقاطر از توابع استان شبوه در کشور یمن در شبه جزیره عربستان.

## جمعیت
جمعیت آن ( ۱۲۳) نفر (۹ خانوار) می‌باشد.